# گروه نیشن مدیا
گروه نیشن مدیا (انگلیسی: Nation Media Group) شرکت رسانه‌ای کنیایی است، که در سال ۱۹۵۹ تأسیس شد.